# 兰屿福木
兰屿福木（達悟語：Awanan）（学名：Garcinia linii）是藤黃科福木属的植物，为台灣的特有植物。分布于綠島及蘭嶼，多生在山坡上。